# الزامل للحديد
زامل للحديد (بالإنجليزية: Zamil Steel)‏ وتسمي أيضًا شركة الزامل للحديد القابضة، هي مجموعة تصنيع ومصنع توفر المنتجات والأنظمة والخدمات الهندسية لصناعة البناء والتشييد. يقع المقر الرئيسي للشركة في المملكة العربية السعودية. وسعت الشركة عملياتها من خلال إنشاء مصانع جديدة في مصر، الهند، الإمارات العربية المتحدة، وفيتنام.

## التاريخ
أسسها عبد الله الحمد الزامل في عام 1930، والمعروفة حاليًا باسم مجموعة الزامل القابضة، وأقامت مشروعًا مشتركًا مع شركة سولي ستيل الأمريكية، وبدأت الإنتاج وأصبحت أول شركة تصنع مبنى مصمم مسبقا في المملكة العربية السعودية.
الزامل للحديد القابضة مملوكة لشركة الزامل للاستثمار الصناعي الزامل للصناعة، وهي شركة سعودية مشتركة تأسست عام 1998، وهي مدرجة في تداول (السوق المالية السعودية).

## إنجازات وجوائز
- 2012 - شهادة الأداء البيئي.[6]
- 2003 - جائزة التنين الذهبي.

## وصلات خارجية
- الموقع الرسمي